# 大瀬町 (浜松市)
大瀬町（おおせちょう）は静岡県浜松市中央区の町名。丁番を持たない単独町名である。住居表示未実施。

## 地理
浜松市中央区の北東部、積志地区の中部に位置する。東で大島町、西で有玉南町及び有玉北町、南で市野町及び小池町、北で積志町と接する。

### 河川
- 狢川

### 学区
小学校・中学校の学区は以下の通りである。
- 浜松市立大瀬小学校（下大瀬西は浜松市立積志小学校）
- 浜松市立中郡中学校（下大瀬西は浜松市立積志中学校）

## 歴史

### 沿革
- 1889年（明治22年）4月1日 - 町村制の施行により、長上郡上大瀬村・下大瀬村・万斛（まんごく）村が周辺の村と合併して長上郡万斛村となる[WEB 8]。旧村名は万斛村の大字として残る[書籍 1]。
- 1891年（明治24年）6月12日 - 万斛村が中郡村に改称。
- 1896年（明治29年）4月1日 - 郡制の施行により、中郡村の所属郡が浜名郡に変更となる。
- 1908年（明治41年）1月1日 - 有玉村、中郡村及び小野田村大字半田を合併して積志村が発足する。
- 1957年（昭和32年）10月1日 - 積志村が浜松市に編入される。
- 1958年（昭和33年） - 大字上大瀬・大字下大瀬の全域と大字万斛の一部を統合し、大瀬町となる[WEB 9]。
- 1970年（昭和45年）4月1日 - 浜松市立大瀬小学校が開校する。
- 1983年（昭和58年）5月 - 浜松北病院が開設される。
- 2007年（平成19年）4月1日 - 浜松市が政令指定都市となる。大瀬町は東区の一部となる。
- 2024年（令和6年）1月1日 - 浜松市の行政区再編により、大瀬町は中央区の一部となる。

## 施設
- 社会福祉法人若葉会 幼保連携型認定こども園 太陽さぎのみやこども園
- 社会福祉法人遠淡海会 幼保連携型認定こども園 若宮こども園
- 学校法人浜松海の星学院 海の星鷺の宮幼稚園
- 浜松市立大瀬小学校
- 静岡県厚生連看護専門学校
- 遠州鉄道さぎの宮駅
- 浜松いわた信用金庫大瀬支店
- 医療法人社団盛翔会 浜松北病院
- 東洋鐵工所 本社
- イケヤ製作所 本社
- 中部日本プラスチック大瀬工場
- ドラッグストアマツモトキヨシさぎの宮駅前店
- 静岡県営鷺の宮団地
- セブン-イレブン浜松大瀬町店
- デイリーヤマザキ浜松大瀬町店
- 若宮神社

## 交通

### 鉄道
- 遠州鉄道線：（新浜松 方面 - ）さぎの宮（ - 西鹿島 方面）

### バス
- 遠鉄バス74・77蒲線：（浜松駅 方面（中田町／東海染工経由） - ）さぎの宮中 - さぎの宮北 - 下大瀬 - とちの木南 - 浜松北病院（ - 笠井上町 方面）

### 道路
- 静岡県道296号熊小松天竜川停車場線（橋羽往還）
- 浜松市道有玉南積志線（二俣街道）

## その他

### 警察
警察の管轄区域は以下の通りである。
| 番・番地等 | 警察署       | 交番・駐在所 |
| ---------- | ------------ | ------------ |
| 全域       | 浜松東警察署 | 積志交番     |

### 消防
消防の管轄区域は以下の通りである。
| 番・番地等 | 消防署   | 本署/出張所 |
| ---------- | -------- | ----------- |
| 全域       | 東消防署 | 有玉出張所  |

### 書籍
1. ↑  『浜松市史 三』浜松市役所、1980年3月26日、176頁。

### WEB
1. ↑  “h02_22.csv”.   総務省 (2022年2月10日). 2024年6月26日閲覧。
2. ↑  “chuouku_menseki.xlsx”.   浜松市 (2024年3月12日). 2024年6月26日閲覧。
3. ↑  “静岡県 浜松市中央区 大瀬町の郵便番号 - 日本郵便”.   日本郵便. 2025年2月15日閲覧。
4. ↑  “市外局番の一覧”.   総務省 (2022年3月1日). 2024年6月26日閲覧。
5. ↑  “事業所案内及び管轄地域（事務所3件、分室3件）”.   一般社団法人静岡県自動車会議所. 2024年6月26日閲覧。
6. ↑  “住居表示実施状況”.   浜松市 (2024年1月4日). 2024年6月26日閲覧。
7. ↑  “学校名から探す／浜松市”.   浜松市 (2024年1月1日). 2024年6月26日閲覧。
8. ↑  “historyofcities.pdf”.   静岡県総務部合併推進室・財団法人静岡県市町村振興協会. 2024年9月24日閲覧。
9. ↑  “解説ページ”.   株式会社エア. 2024年10月4日閲覧。
10. ↑  “積志交番｜静岡県警察”.   静岡県警察 (2024年1月1日). 2024年6月26日閲覧。
11. ↑  “消防署の町別管轄「お」／浜松市”.   浜松市 (2024年3月21日). 2024年6月26日閲覧。